# Odorrana yizhangensis
Odorrana yizhangensis är en groddjursart som beskrevs av Fei, Ye och Jiang 2007. Odorrana yizhangensis ingår i släktet Odorrana och familjen egentliga grodor. Inga underarter finns listade i Catalogue of Life.